# Тернопільгаз
ПрАТ «Тернопільгаз» (рос. ПАО «Тернопольгаз», англ. PJSC «Ternopilgaz») — приватне акціонерне товариство по газопостачанню та газифікації, яке займається транспортуванням та постачанням природного газу в Тернопільській області.

## Історія
Свою історію підприємство почало з 1948 року.
4 грудня 2023 року, згідно повідомлення групи «Нафтогаз», ПрАТ «Тернопільгаз» увійшло до державної групи «Нафтогаз». Загалом, станом на 2023 рік, обласне підприємство охоплювало 200 тисяч споживачів та 3 тисячі юридичних осіб. В «Нафтогазі» зазначили, що для людей, які раніше обслуговувалися в підприємстві, нічого не зміниться. Особові рахунки, тарифи та реквізити для оплати залишаться такі ж, як і раніше. Раніше тернопільське підприємство входило до групи «облгазів Фірташа». Воно стало останнім на заході України, яке перейшло під управління групи «Нафтогаз». Відтепер під управлінням державної компанії вже знаходиться 23 облгази.